# Bonnetia roraimae
Bonnetia roraimae é uma espécie vegetal pertencente à família Bonnetiaceae, endêmica da região do Monte Roraima.